# 티모테 콜로지에이차크
티모테 크리스티앙 콜로지에이차크(프랑스어: Timothée Christian Kolodziejczak, 1991년 10월 1일 ~ )는 프랑스의 축구 선수로, 현재 독일 분데스리가의 FC 샬케 04에서 수비수로 활약하고 있다.